# Lewobunga (Tanjung Bunga)
Lewobunga is een bestuurslaag in het regentschap Flores Timur van de provincie Oost-Nusa Tenggara, Indonesië. Lewobunga telt 307 inwoners (volkstelling 2010).